# Église Saint-Nicolas de Tallinn
Pour les articles homonymes, voir Église Saint-Nicolas.
L'église Saint-Nicolas (en estonien : Niguliste kirik) est une église catholique puis luthérienne de la ville basse de Tallinn. Elle est devenue en 1984 un musée et une salle de concert dont l'acoustique est excellente. Son clocher mesure 105 m.

## Histoire
L'église, dédiée à saint Nicolas, patron des marins, est d'abord une église catholique construite au XIIIe siècle (vers 1230–1275) par la communauté germano-balte et sa guilde de marchands venus de Westphalie. Avant que la ville ne soit entourée de murs, elle sert de lieu de refuge à la population. En 1515 on donne davantage de hauteur à la tour et on lui ajoute une flèche de clocher gothique.
Contrairement à d'autres églises de la ville, elle échappe aux iconoclastes et n'est pas saccagée durant la Réforme protestante. Lorsque, le 14 septembre 1524, une foule en colère, après avoir pris d'assaut et partiellement brûlé l'église Saint-Olaf et l'église Sainte-Catherine (du couvent des Dominicains), se dirige vers Saint-Nicolas, le clergé défend les portes de l'église, où les trous de serrure ont été remplis de plomb fondu. Les tensions s'apaisent ensuite, l'église devient luthérienne et elle est restaurée. Elle est agrandie avec des ajouts baroques au XVIIe siècle.

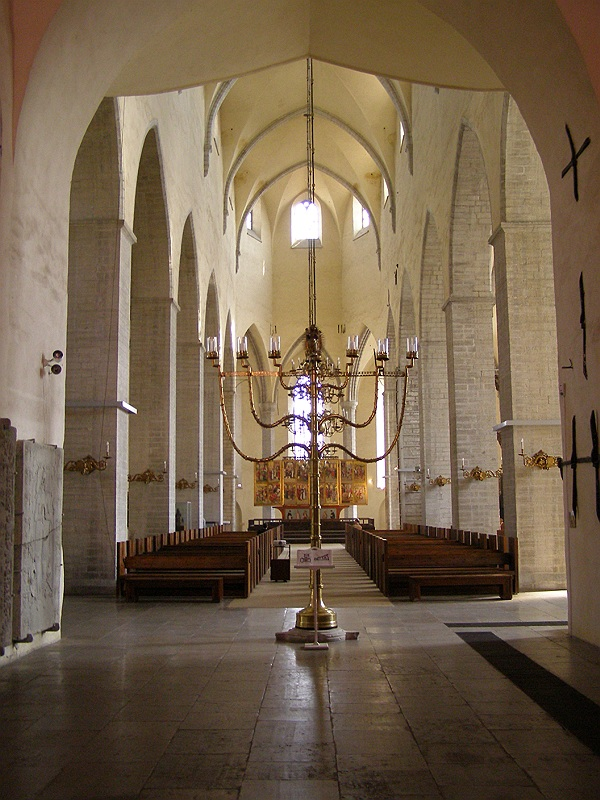
Intérieur de l'église

L'église est gravement endommagée pendant les bombardements de mars 1944, étant presque totalement détruite, ainsi que des œuvres d'art datant du Moyen Âge. La plupart des membres de la communauté germano-balte quitte la ville. L'église est reconstruite entre 1953 et 1981 et transformée en salle de concert par les autorités municipales de Tallinn, devenue capitale de la République socialiste soviétique d'Estonie. Cependant, le mobilier liturgique restant est conservé, comme l'autel, qui est particulièrement remarquable avec un polyptyque relatant la vie du saint, des sculptures, des épitaphes et des monuments funéraires. L'église sert alors aussi de musée.

## La chapelle de la momie

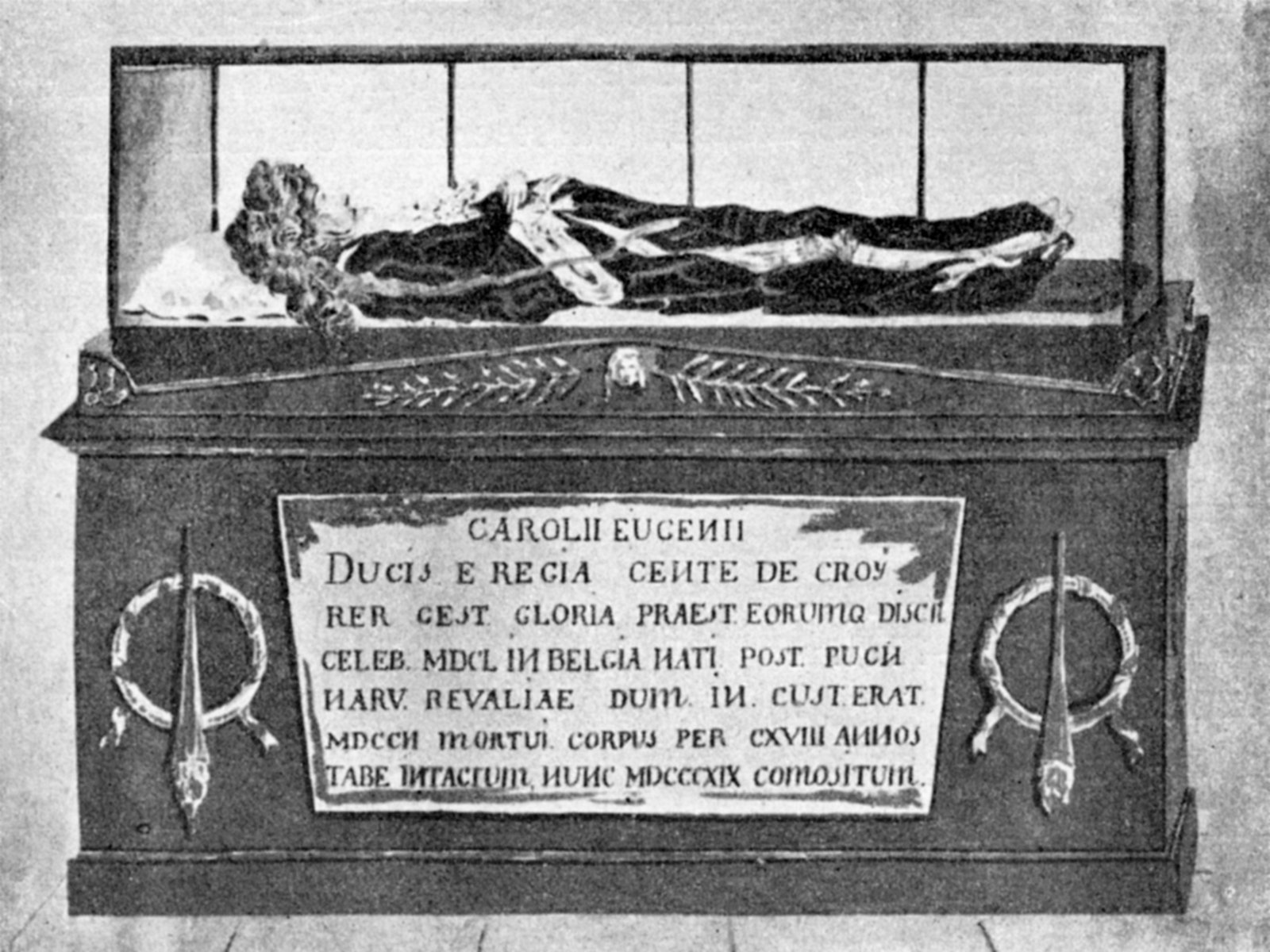
La momie de Charles Eugène de Croÿ, dessin du XIXe siècle

La chapelle de côté a abrité jusqu'en 1897 la momie du duc Charles Eugène de Croÿ, commandant de l'armée russe à la bataille de Narva, et fait prisonnier par Charles XII. De Croÿ mourut en 1703. Personne ne voulant payer pour ses funérailles, on le laissa sans sépulture dans la chapelle ; dans cet environnement, son corps se momifia et devint une attraction jusqu'au moment où on décida de l'enterrer.

## Musée

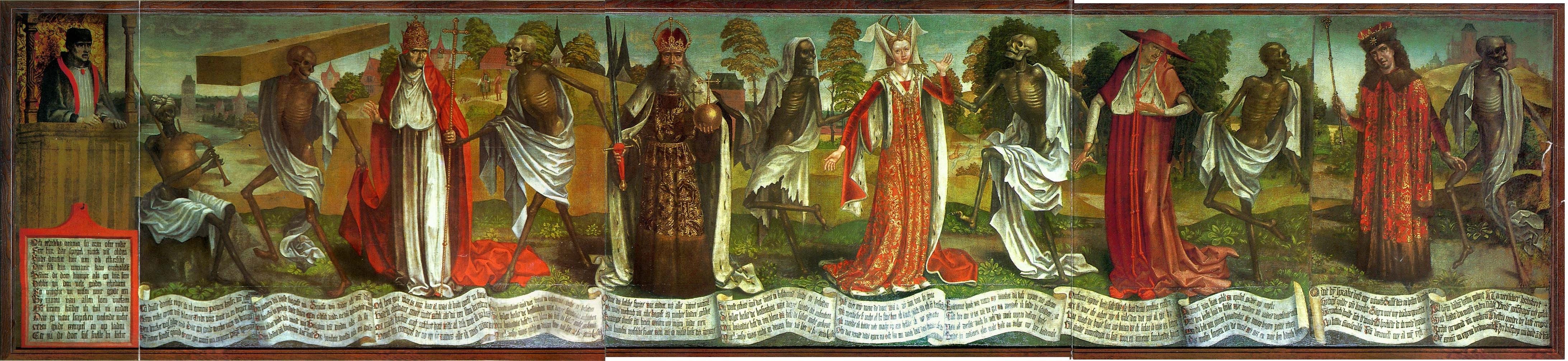
La Danse macabre de Bernt Notke

On peut remarquer dans la chapelle Saint-Antoine des objets liturgiques médiévaux et de la Renaissance. Le long fragment du tableau représentant La Danse macabre de Bernt Notke (1435-1509), peintre de Lübeck, est particulièrement célèbre. Des autels créés par des maîtres flamands de Bruges ou de Bruxelles sont exposés, ainsi que des sculptures de saints des XVIe et XVIIe siècles et des objets liturgiques.